# گومسا

گومسا شهری در شهرستان کایائو در استان بازگا در بورکینافاسوی مرکزی است و جمعیت آن ۵۵۵ نفر است.